# Кнежевич, Миодраг
Миодраг Кнежевич (серб. Миодраг Кнежевић; 22 августа 1940, Gornji Stupanj — 25 июня 2022, Ниш) — югославский футболист, играл на позиции вратаря.

## Биография

### Игровая карьера
Начинал футбольную карьеру в клубе «Напредак» из Алексинаца, в котором играл в течение трёх сезонов.
В 1960 году Кнежевич перешёл в нишские «Раднички». На протяжении многих лет он был основным вратарём клуба «Раднички», а с 1964 по 1974 год Кнежевич был капитаном. Помимо «Раднички», в течение одного сезона играл за белградский «Партизан», в котором сыграл 14 матчей. Завершил карьеру в клубе «Раднички», за который суммарно сыграл 595 матчей.
За сборную Югославии сыграл 2 матча, один из которых завершился поражением от сборной Болгарии со счётом 6:1.

### Смерть
Скончался 25 июня 2022 года в возрасте 81 года.